# Fábricas Metalúrgicas Alba
Alba war von 1952 bis 1958 ein portugiesischer Hersteller von Automobilen.

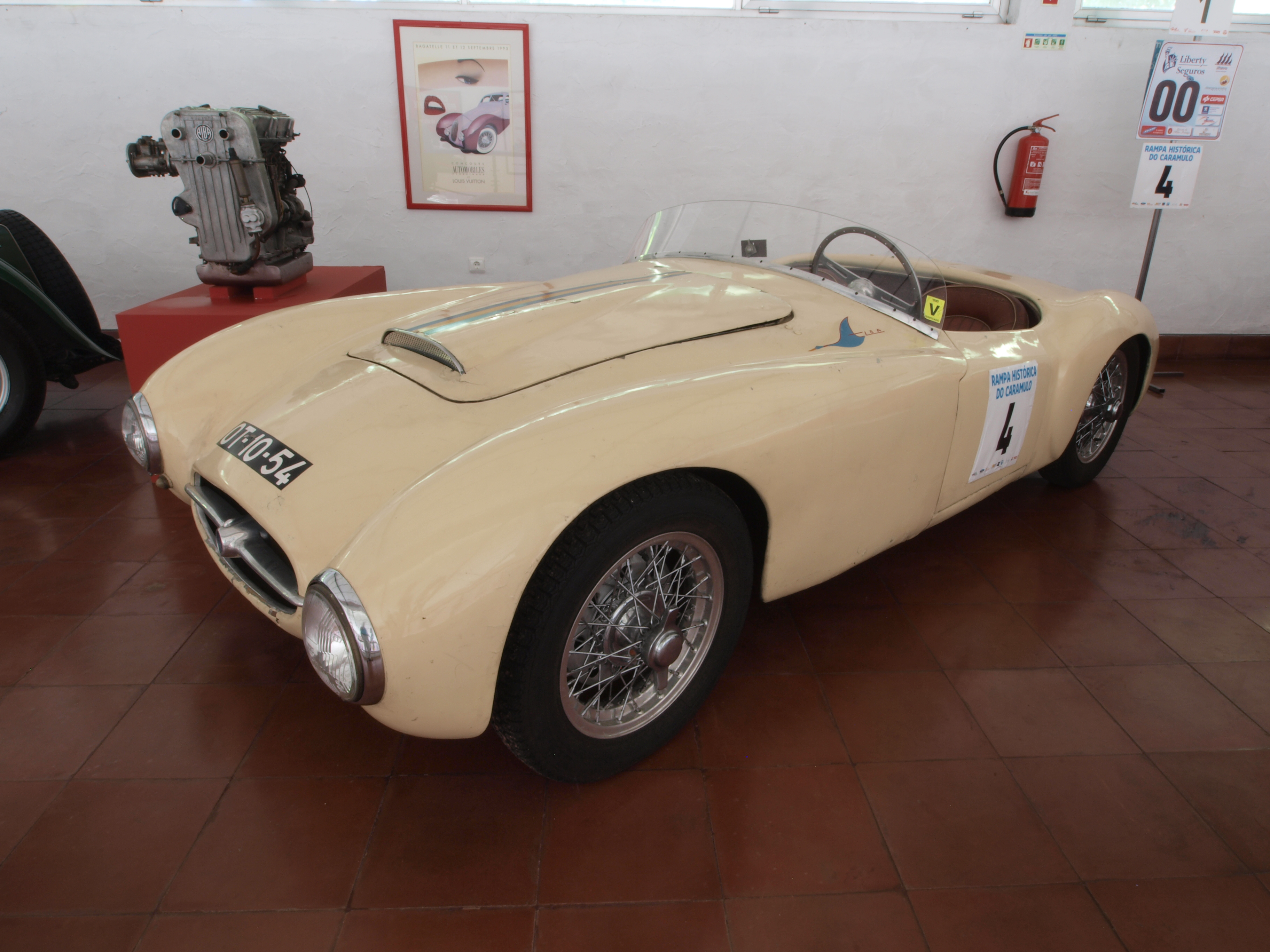
Der 1952 Alba 90hp (1500 cm³) im Caramulo-Museum

## Unternehmensgeschichte
Die 1921 gegründete Metallverarbeitungsfirma hieß zuerst  Fundição Lisbonense, dann Fundição Albergariense, und 1923 schließlich Augusto Martins Pereira bzw. Alba, einer Ableitung aus dem Ortsnamen Albergaria. Der Sohn des Gründers, António Augusto Martins Pereira, ließ sich vom aufkommenden neuen Fieber der Autorennen in den beginnenden 1950er Jahren in Portugal anstecken und begann im eigentlich auf Aluminium spezialisierten Familienbetrieb auch die Herstellung von Automobilen. Das erste Fahrzeug wurde von ihm auf Basis eines  Fiat 508 C 1100 konzipiert und 1952 fertiggestellt. Es war in erster Linie als Rennauto gedacht, war aber für den Straßenverkehr zugelassen, auch weil zu der Zeit die Fahrer ihre Wagen persönlich zu den Rennen fuhren. 1953 baute Alba einen zweiten Wagen, mit einem 1100 cm³-Motor von Peugeot.
1954 nahm der Automóvel Club de Portugal Veränderungen an seinen Rallye-Reglements vor, und ließ Motoren bis 1500 cm³ zu. Dies bewirkte die verstärkte Teilnahme ausländischer Wagen. Insbesondere durch die Konkurrenz von Porsche-Autos fühlte sich Pereira herausgefordert, und er entschied sich, einen 1500 cm³-Motor in seinen Wagen einzubauen. Nachdem eine Motorkauf-Anfrage bei Maserati enorme Kosten erwarten ließen, entschied er sich, selbst einen Motor zu entwickeln. 1954 stellte er den ALBA 1500 fertig, mit dem er bis zu 200 km/h schnell war und sein Ziel erreichte, Porsche-Wagen in verschiedenen Rennen zu schlagen.
Verschiedene Rennfahrer fuhren die Alba-Wagen, insbesondere Francisco Corte Real Pereira erweckte Aufsehen. 1958 schieden jedoch sowohl Corte Real Pereira im ALBA 1100 als auch Augusto Pereira im ALBA 1500 vorzeitig beim Circuito de Vila Real aus, und das Interesse des Firmenleiters erlahmte in der Folge. Die Autoproduktion wurde nicht weiterverfolgt, und 1961 nahm letztmals ein Alba an einem Rennen teil.

## Produktionszahlen
Es sind nur zwei Fahrzeuge erhalten geblieben, genaue Produktionszahlen sind nicht bekannt, zumal auch für andere kleine Hersteller in Portugal produziert wurde, etwa DM und FAP.